# Dieter Göpfert
Dieter Göpfert (* 5. Oktober 1957 in Würzburg) ist ein ehemaliger deutscher Ruderer.

## Sportliche Karriere
Der 1,89 Meter große Dieter Göpfert erruderte 1976 beim Match des Seniors, einem Vorläuferwettbewerb der U23-Weltmeisterschaften, die Silbermedaille im Vierer ohne Steuermann. Im Jahr darauf wurde er bei den Weltmeisterschaften 1977 in Amsterdam Neunter im Zweier mit Steuermann zusammen mit Hermann Greß und Steuermann Rudolf Ziegler. 1978 wurde der Zweier in gleicher Besetzung Vierter bei den Weltmeisterschaften in Neuseeland.
Bei den Weltmeisterschaften 1981 in München und 1982 in Luzern war Göpfert Mitglied des Deutschland-Achters und wurde jeweils Fünfter. 1984 bei den Olympischen Spielen in Los Angeles traten Hermann Greß, Dieter Göpfert und Rudolf Ziegler wieder zusammen im Zweier mit Steuermann an. Nach einem dritten Platz im Vorlauf und einem zweiten Platz im Hoffnungslauf wurden die drei Würzburger Sechste im Endlauf.
Göpfert ruderte für die Würzburger Rudergesellschaft Bayern von 1905. Er gewann insgesamt sechs deutsche Meistertitel. 1978, 1981 und 1982 siegte er in Renngemeinschaften mit dem Achter. Drei Titel wie im Achter erruderte Göpfert auch im Zweier mit Steuermann. 1984 mit Greß und Ziegler, 1987 mit Greß und Tobias Müller sowie 1988 mit Greß und Bernhard Hartung
Dieter Göpfert wurde Gymnasiallehrer. Er war später für die Deutsche Gesellschaft für Technische Zusammenarbeit und deren Nachfolgeorganisation Deutsche Gesellschaft für Internationale Zusammenarbeit tätig. Ab 2009 bildete er in Indonesien Primarschulleiter aus, zehn Jahre später war er in der Aus- und Weiterbildung für Lehrer in Afghanistan aktiv.